# Franciszek Poniński
Franciszek Poniński herbu Łodzia (ur. ok. 1676 roku – zm. 18 czerwca 1740 w Dłusku) – starosta kopanicki w 1718 roku, stolnik poznański w latach 1720-1740, rotmistrz powiatu kcyńskiego, dyplomata.

## Życiorys
Podpisał traktat warszawski 1716 roku w imieniu konfederacji tarnogrodzkiej i skonfederowanych wojsk koronnych. W latach 1717 i 1718 jeździł z carem Piotrem Wielkim od Paryża do Moskwy starając się załatwić sprawę wycofania wojsk rosyjskich z Rzeczypospolitej. Wobec niepowodzenia, sejm wysłał w 1718 posła Lesiowskiego z żądaniem wycofania tych wojsk. Poseł województwa poznańskiego i kaliskiego na sejm 1720 roku. Marszałek sejmiku przedsejmowego województw poznańskiego i kaliskiego w 1720 roku. Jako poseł na sejm konwokacyjny 1733 roku był członkiem konfederacji generalnej zawiązanej 27 kwietnia 1733 roku na tym sejmie.
Jako deputat podpisał pacta conventa Stanisława Leszczyńskiego w 1733 roku. 
We Francji aresztowany za długi. Jego uwolnienie wynegocjował sasko-polski dyplomata Burchard Suhm.